# North American F-86 Sabre
North American F-86 Sabre – amerykański odrzutowy samolot wojskowy zaprojektowany dla Sił Powietrznych Stanów Zjednoczonych w latach 40. XX wieku i budowany po zakończeniu II wojny światowej w ponad osiemnastu wersjach. Pierwszy amerykański samolot wyposażony w fotel pilota wyrzucany energią znajdującego się pod nim ładunku wybuchowego.

## Historia rozwoju
Firma North American Aviation, znana z produkcji samolotu P-51 Mustang napędzanego silnikiem tłokowym, pod koniec wojny postanowiła podjąć wyzwanie zbudowania na zlecenie Marynarki Wojennej samolotu napędzanego silnikiem odrzutowym. Opierając się na materiałach i doświadczeniach niemieckich, przede wszystkim Kurta Tanka i jego prototypie Focke-Wulf Ta 183, oraz umiejętnościach inżynierów amerykańskich, rozpoczęto prace projektowe nad samolotem oznaczonym jako North American FJ Fury. Jednocześnie projektowano podobną maszynę dla Sił Powietrznych, która posiadała skośne skrzydła o kącie 35 stopni i automatyczne sloty.
Pierwsze projekty samolotu odrzutowego North American Aviation F-86 Sabre powstały już w 1944 roku, ale produkcja nie została rozpoczęta przed zakończeniem II wojny światowej. Prototyp oznaczony jako XP-86 i napędzany silnikiem J35-C-3 produkcji Chevroleta o ciągu 16,7 kN wzbił się w powietrze 1 października 1947 roku. Podczas lotu testowego 1 października 1947 roku samolot pilotowany przez George'a Welcha podczas płytkiego nurkowania osiągnął prędkość bliską prędkości dźwięku, a zdaniem niektórych historyków mógł ją nawet przekroczyć. Przyrządy pokładowe XP-86 nie były w stanie zarejestrować prędkości naddźwiękowej, a nieudokumentowanych jednoznacznie pomiarów dokonano z ziemi.
Zdarzenie to miało miejsce na 14 dni przed lotem Chucka Yeagera, który pokonał barierę dźwięku w pilotowanym przez siebie specjalnie do tego celu zaprojektowanym samolocie z napędem rakietowym, Bell X-1. Pierwsze oficjalnie zarejestrowane przekroczenie bariery dźwięku przez XP-86 nastąpiło dopiero 26 kwietnia 1948 roku, ale i tak stał się on pierwszym seryjnie produkowanym samolotem myśliwskim na świecie zdolnym tę prędkość osiągnąć. W później produkowanych samolotach ograniczono ze względów bezpieczeństwa prędkość maksymalną do 0,95 Macha.

### F-86 Sił Powietrznych Stanów Zjednoczonych (USAF)
Ze względu na doskonałe osiągi prototypowej maszyny, Siły Powietrzne zamówiły 33 egzemplarze samolotu oznaczonego jako F-86A, ale zanim zrealizowano to zamówienie, rozszerzono je o dalszych 190 egzemplarzy maszyn ze wzmocnionym podwoziem umożliwiającym operowanie z lotnisk polowych. Model o wzmocnionym podwoziu oznaczono wstępnie jako F-86B, ale bardzo dobre parametry standardowego podwozia z ogumieniem wysokociśnieniowym, doskonale nadającym się do lądowania także na nieutwardzonych nawierzchniach, spowodowały, że docelowo zamówiono 188 egzemplarzy F-86A i dodatkowo dwa zmodyfikowane F-86C określane jako samoloty głębokiego ataku. Ostatecznie nigdy nie wybudowano żadnego samolotu oznaczonego jako F-86B.
Samolot F-86 Sabre produkowano w dwóch wersjach: myśliwca przechwytującego i myśliwsko-bombowej. Na przestrzeni lat zmieniały się zarówno parametry samolotu jak i instalowane w nim uzbrojenie. Wersja F-86A posiadała silnik o ciągu 21,6 kN, a najpopularniejsza, używana podczas wojny koreańskiej wersja F-86F silnik o ciągu 44 kN.
Wersja myśliwsko-bombowa F-86H mogła unieść 900 kg bomb włączając w to zewnętrzne zbiorniki z napalmem. Uzbrojenie strzeleckie obu wersji, myśliwsko-bombowej i przechwytującej stanowiło 6 karabinów Browning M3 kalibru 12,7 mm zamontowanych w kadłubie z punktem skupienia pocisków ustawionym na 300 metrów przed samolotem. Co piąty pocisk wystrzeliwany z karabinów był nabojem smugowym ułatwiającym naprowadzanie serii na cel. Większość amunicji używanej w Korei to amunicja przeciwpancerno-zapalająca wypełniona magnezem zapalającym się przy uderzeniu. Dopiero wersja F-86H została wyposażona w działka kalibru 20 mm zamiast karabinów maszynowych.

### FJ-3 Marynarki Wojennej Stanów Zjednoczonych (US Navy)
Dowództwo Marynarki Wojennej było sceptycznie nastawione do samolotów ze skośnymi skrzydłami, jako zbyt niebezpiecznymi do użytkowania na lotniskowcach. Doświadczenia wyniesione z wojny w Korei ukazały jednak znaczną przewagę F-86 nad samolotami MiG-15, dlatego zdecydowano się przystosować maszyny tego typu do roli myśliwca pokładowego.
Na początku 1951 roku rozpoczęto prace nad przystosowaniem do wymagań Marynarki Wojennej trzech samolotów w wersji F-86E. Dwa z nich, oznaczone jako XFJ-2 Fury wyposażono w haki systemu hamującego, zaczepy do katapulty startowej i podwozie przednie na dłuższej goleni zapewniające większe kąty natarcia podczas startu i lądowania w specyficznych warunkach lotniskowca. Trzeci egzemplarz, XFJ-2B Fury nie posiadał tych modyfikacji i służył jako platforma testowa nowego uzbrojenia, czterech działek kalibru 20 mm zamiast sześciu karabinów maszynowych Browning. Testy na lotniskowcach przebiegły pomyślnie i wkrótce złożono pierwsze zamówienie na 300 egzemplarzy samolotów FJ-2 Fury, ale do końca wojny w Korei ukończono tylko 200 z nich.
FJ-2 Fury posiadał składane skrzydła, 4 działka kalibru 20 mm zamiast karabinów i masę większą o 450 kg od standardowego F-86. Nowa nazwa maszyny wynikała z tego, że Marynarka Wojenna uznawała ten samolot jako wersję rozwojową FJ-1 Fury, a nie jako nową konstrukcję, co pozwoliło na umotywowanie wydatków poniesionych na adaptację Sabre'a przed Kongresem. Dostawy nowych samolotów były dość powolne, ze względu na brak mocy produkcyjnych w fabrykach wytwórni North American, realizującej zamówienia na samoloty F-86F dla Sił Powietrznych. Do końca 1953 roku dostarczono tylko 25 egzemplarzy FJ-2, a cały kontrakt na 200 egzemplarzy zrealizowano do września 1954 roku. Ostatecznie, ponieważ nowe samoloty nie cieszyły się zbyt dużym zaufaniem marynarki preferującej maszyny Grumman F9F Cougar, wprowadzono je do uzbrojenia Korpusu Piechoty Morskiej. Operowały one głównie z lądu, a nie jak planowano z lotniskowców.
W marcu 1952 roku rozpoczęto prace nad ulepszoną wersją samolotu z nowym, produkowanym na licencji brytyjskiej, silnikiem Wright J65-W-4 Sapphire o ciągu 34,2 kN. Prototyp został oblatany 3 lipca 1953 roku, ale już w kwietniu tego roku Marynarka Wojenna zamówiła 389 egzemplarzy maszyn tego typu oznaczonych jako FJ-3 Fury. Dostawy rozpoczęto w 1954 roku.
W grudniu 1953 roku rozpoczęto prace nad samolotem myśliwsko-bombowym o wydłużonym zasięgu FJ-4 Fury, który był najbardziej zmodyfikowanym samolotem bazującym na projekcie Sabre. Przeprojektowano cały kadłub w celu zmieszczenia większej o połowę ilości paliwa, zmieniono również konstrukcję ogona i skrzydeł, które teraz miały tylko składane końcówki. Poszerzono także rozstaw kół podwozia głównego. Zastosowano ten sam silnik co w poprzednim modelu F-3, ale ze względu na lepszą aerodynamikę i mniejszą masę własną nowej wersji pozwalał on uzyskać lepsze od poprzednika osiągi.
W 1956 roku wprowadzono odmianę FJ-4B przystosowaną do ataków z niskiego pułapu posiadającą 6 węzłów podwieszeń zamiast czterech, dodatkowe hamulce aerodynamiczne, wzmocniona strukturę płatowca w celu zwiększenia masy przenoszonego uzbrojenia i system LABS (Low Altitude Bombing System – system bombardowania z małych wysokości) umożliwiający przenoszenie broni jądrowej.
Łącznie wyprodukowano 1112 egzemplarzy samolotów Fury wszystkich typów.

### Kanadyjskie Sabre’y

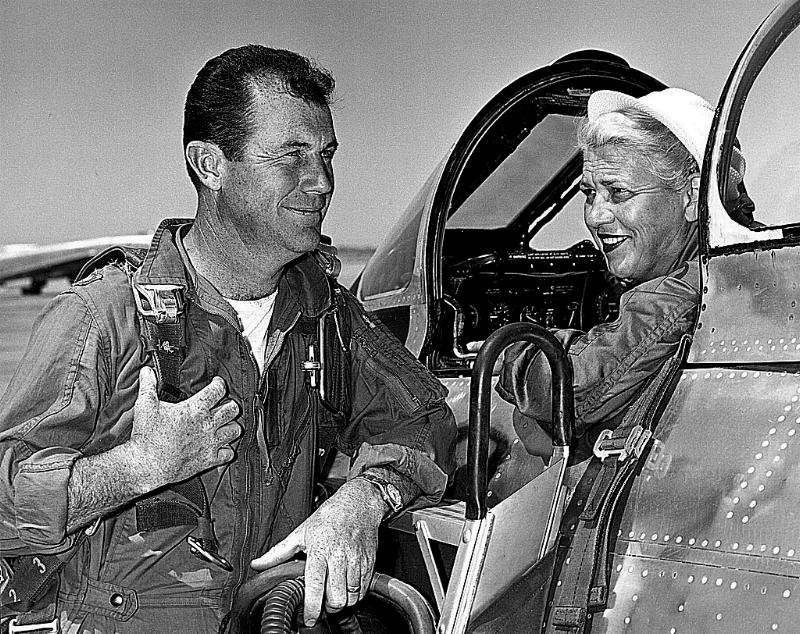
Jacqueline "Jackie" Cochran w kabinie Sabre’a Mk 3. Obok Chuck Yeager.

Po wstąpieniu Kanady do NATO w 1949 roku, postanowiono rozwinąć produkcję samolotów wojskowych w celu spełnienia wzrastającego zapotrzebowania na takie maszyny. W sierpniu tego samego roku podpisano umowę z North American Aviation na montaż stu Sabre’ów w zakładach Canadair w Montrealu.
Pierwszy samolot oznaczony jako CL-13 Sabre Mark 1, będący właściwie F-86A-5 został zbudowany w jednym egzemplarzu jako sprawdzenie możliwości kanadyjskiej fabryki i oblatany w sierpniu 1950 roku. Pierwszym produkcyjnym wariantem był CL-13 Sabre Mark 2, identyczny z amerykańskim F-86E-1. Zbudowano 350 egzemplarzy od stycznia 1951 roku do sierpnia 1952, z których 60 dostarczono Siłom Powietrznym USA. Większość kanadyjskich samolotów Sabre sprzedano do Europy, ponieważ lotnictwo Kanady wyposażone było w równie nowoczesne samoloty Avro CF-100 Canuck.
Ze względu na zainteresowanie Kanadyjczyków instalowaniem własnego silnika Avro Canada Orenda Mark 3 w produkowanej przez siebie wersji Sabre'a, zabudowano go w samolocie oznaczonym jako F-86J, a później także w docelowym CL-13 Sabre Mark 3 oblatanym w 1952 roku. Ze względu na to, że silnik Orenda nie był jeszcze gotowy do produkcji rozpoczęto budowę 438 samolotów CL-13 Sabre Mark 4 identycznych z amerykańskimi F-86E-10. Większość z nich (428 egzemplarzy) trafiła do RAF-u, który potrzebował samolotu ze składanymi skrzydłami. Używane przez RAF Sabre'y oznaczono jako Sabre F.4, wykorzystywano tylko do 1956 roku kiedy to zastąpiono je rodzimymi Hawker Hunter.
CL-13A Sabre Mark 5 był pierwszym całkowicie kanadyjskim samolotem Sabre wyposażonym w silnik Avro Orenda 10 o ciągu 29,8 kN zapewniającym lepsze osiągi niż amerykański. Zbudowano 370 egzemplarzy, z których 75 trafiło na wyposażenie zachodnioniemieckiej Luftwaffe. Ostatnią kanadyjską wersją Sabre'a był CL-13B Sabre Mark 6, oblatany w październiku 1954 roku, wyposażony w silnik Orenda 14 o ciągu 32,4 kN charakteryzujący się również lepszymi osiągami niż zastosowany w F-86F. Do października 1958 roku zbudowano 647 egzemplarze samolotu Sabre Mark 6, z których 382 trafiło na wyposażenie Królewskich Kanadyjskich Sił Powietrznych (RCAF), 225 do Niemiec Zachodnich, 34 do RPA i 6 do Kolumbii. Ogólnie Canadair wyprodukował 1807 egzemplarzy samolotów Sabre.
Jacqueline „Jackie” Cochran, pierwsza kobieta w historii, która przekroczyła w samodzielnym locie prędkość dźwięku, dokonała tego na kanadyjskim Sabrze Mk 3. W dniu 18 maja 1953 roku na dystansie 100 km osiągnęła ona prędkość 1050,15 km/h, a 3 czerwca w locie po okręgu o obwodzie 15 km poprawiła swój rekord rozwijając 1078 km/h. W tym samym czasie w locie nurkowym z prędkością 1270 km/h przekroczyła barierę dźwięku.

### Australijskie Sabre'y
Mała partia 112 egzemplarzy samolotów Sabre powstała w zakładach Commonwealth Aircraft Corporation w Australii. Zewnętrznie były one bardzo podobne do oryginalnych amerykańskich, ale struktura wewnętrzna została poważnie zmodyfikowana. Zastosowano również inne silniki typu Rolls-Royce RA.7 Avon o ciągu 33,4 kN. Ze względu na ich mniejszą masę konieczne było przekonstruowanie kadłuba w taki sposób, żeby środek masy całej maszyny został zachowany. Powiększono również wlot powietrza. Uzbrojenie stanowiły dwa działka ADEN kalibru 30 mm zapewniające większą siłę ognia niż sześć karabinów maszynowych.
Pierwszy australijski Sabre oznaczony jako CA-26, osiągami dorównywał standardowemu amerykańskiemu F-86E/F. Oblatano go 3 sierpnia 1953 roku, a pierwszy produkcyjny CA-27 Sabre Mark 30 podobny do prototypowego CA-26 oblatano w lipcu roku następnego. Kolejny model CA-27 Sabre Mark 31 wyposażono w produkowane w Australii silniki Avon Mark 20 oraz wzmocnione skrzydła. Ostatnią wersją był CA-27 Sabre Mark 32, z produkowanym w Australii silnikiem Avon 26 i czterema węzłami podwieszeń. Silniki Avon 26 wyposażono w układy ograniczające przepływ paliwa w czasie strzelania z działka, aby zmniejszyć niebezpieczeństwo zapalenia go gorącymi gazami prochowymi.

## Wykorzystanie bojowe

### Wojna w Korei

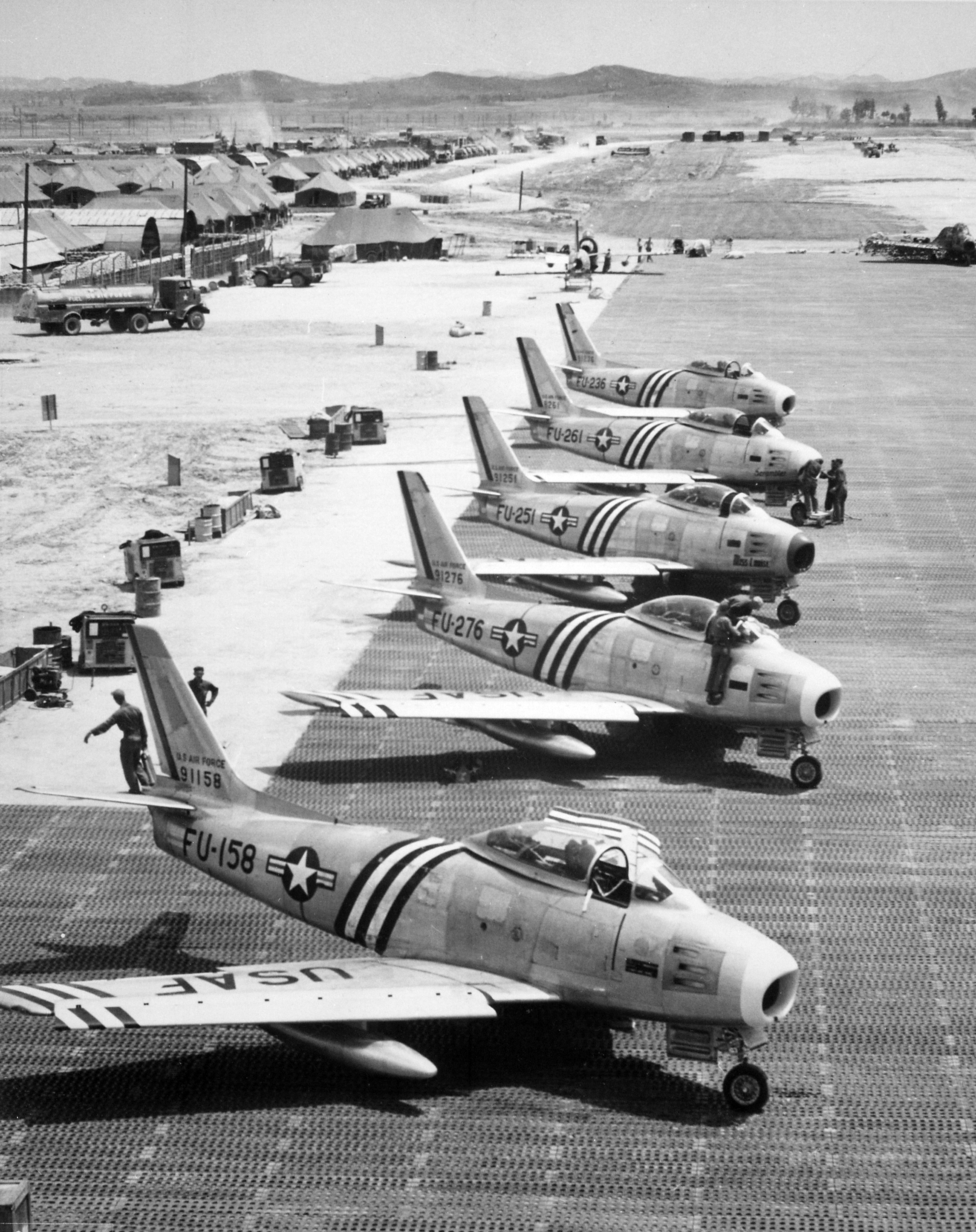
F-86A Sabre z 4. Skrzydła Myśliwców Przechwytujących w bazie lotniczej w Suwon (Korea Południowa)

Samoloty F-86 Sabre zostały wprowadzone do służby w 1949 roku i były podstawowymi samolotami Sił Powietrznych Stanów Zjednoczonych podczas wojny w Korei. Używano ich głównie do walki z porównywalnymi myśliwcami produkcji radzieckiej, MiG-15. Większość walk powietrznych miała miejsce niedaleko rzeki Yalu w pobliżu granicy koreańsko-chińskiej na terenie zwanym Aleją MiG-ów.
Piloci radzieccy latający nad Koreą raczej niechętnie podejmowali walki powietrzne z samolotami amerykańskimi ze względu na strach przed pojmaniem po ewentualnym zestrzeleniu. Ogólnie rzecz ujmując Związek Radziecki nie był zbytnio zaangażowany w wojnę w Korei właśnie ze względu na niebezpieczeństwo dostania się pilotów radzieckich w ręce wroga. Tak zwane czarnonose MiG-i pilotowane przez instruktorów radzieckich lub chińskich były doskonale znane pilotom amerykańskim. W jednym przypadku, kiedy taki MiG został zestrzelony nad Południową Koreą przez myśliwiec Sabre, pilotujący go Rosjanin popełnił samobójstwo, aby uniknąć pojmania.
Na podstawie odtajnionych po upadku Związku Radzieckiego dokumentów, ujawniono, że piloci amerykańscy zgłosili zestrzelenie ponad dwa razy większej liczby samolotów MiG-15 niż faktycznie było ich w Korei, ale pomimo tego nadal skorygowana liczba zestrzeleń jest korzystniejsza dla Sabre'ów. Trójce najskuteczniejszych amerykańskich pilotów Sowieci uznali po 13 zestrzeleń, analogiczne dane drugiej strony przypisują dwóm czołowym sowieckim asom po 12 zwycięstw. Po obu stronach walczyli zarówno weterani drugiej wojny światowej (Francis Gabreski, William Whisner), jak i młodzi piloci wyszkoleni na odrzutowcach (np. Harold Fischer czy Joseph C. McConnell, w czasie drugiej wojny światowej nawigator B-24 Liberatora). Rozbieżności w naliczaniu zestrzeleń przez obie strony są do dziś bardzo niejasne, gdyż większość zestrzeleń jest potwierdzona tylko przez jedną stronę. O ile walki powietrzne są udokumentowane dość zgodnie, to zwycięstwa i straty samolotów już nie. Radzieckie źródła mówią o 1300 zwycięstwach na MiG-ach-15 i tylko 345 straconych maszynach. Tak dużą rozbieżność można tłumaczyć ujęciem w rosyjskich statystykach wszystkich typów samolotów, a nie tylko myśliwców.
Jeszcze przed zakończeniem działań wojennych piloci amerykańscy przypisywali sobie zniszczenie 792 MiG-ów przy stratach własnych 76 Sabre'ów co daje stosunek zestrzeleń wynoszący 10 do 1. Badania prowadzone już po wojnie zweryfikowały tę liczbę do 379 zestrzelonych MiG-ów i 103 myśliwców Sabre co daje stosunek 4 do 1, a współczesne dochodzenie jeszcze zmniejszyło tę przewagę do niespełna 2 do 1.
W trakcie wojny koreańskiej na tym samolocie latał Amerykanin polskiego pochodzenia Francis Gabreski, który uzyskał 6,5 zestrzelenia, co czyni go jedynym Polakiem (i jednym z siedmiu Amerykanów) będącym asem zarówno na samolotach tłokowych, jak i odrzutowych.

### Wojna indyjsko-pakistańska w 1965 roku
Samoloty F-86 Sabre wprowadzono do uzbrojenia w Pakistańskich Siłach Powietrznych w 1954 w liczbie 120 egzemplarzy. Większość z nich była maszynami wersji F-86F-35 będącymi wcześniej na uzbrojeniu USAF, a tylko kilka z nich w odmianie eksportowej F-86F-40-NA. Większość maszyn odmiany -35 została zmodernizowana do standardu -40 zanim trafiła do Pakistanu, ale kilka z nich pozostało niezmodernizowanych. Samoloty te stanowiły uzbrojenie 9 eskadr: 5, 11, 14, 15, 16, 17, 18, 19 i 26.
Podczas konfliktu z Indiami w 1965 roku F-86 Sabre stanowiły podstawę uzbrojenia pakistańskiego lotnictwa, chociaż odkąd pojawiły się myśliwce zdolne osiągać prędkości dwukrotnie większe od prędkości dźwięku nie zaliczały się już do myśliwców najwyższej klasy. Niektóre źródła twierdzą, że wyposażenie lotnictwa Pakistanu w F-86 Sabre zapewniło jakościową przewagę nad liczniejszymi Siłami Powietrznymi Indii, inne z kolei podważają ten pogląd upatrując przewagi sił pakistańskich nie w wyposażeniu, gdyż Indie posiadały wówczas znacznie nowocześniejsze samoloty produkcji radzieckiej (MiG-21) i brytyjskiej (Hawker Hunter), ale w lepszej taktyce, wyszkoleniu, oraz duchu walki pilotów pakistańskich.
Podczas wojny Stany Zjednoczone zablokowały dalszą sprzedaż do Pakistanu myśliwców Sabre co skutkowało uziemieniem większości maszyn ze względu na brak części zamiennych. Pomimo to, do Pakistanu trafiło z Niemiec przez Iran około 90 wyprodukowanych w Kanadzie maszyn w odmianie CL-13 Mark 6. Stały się one trzonem lotnictwa pakistańskiego podczas kolejnego konfliktu z Indiami w 1971 roku.

#### Walki powietrzne
W walkach powietrznych Pakistańskie Siły Powietrzne straciły 13 myśliwców Sabre, z których 6 zostało zestrzelonych przez samoloty Hawker Hunter, a 7 przez Folland Gnat. Indie z kolei straciły 7 Hunterów, 3 de Havilland Vampire, 2 Gnaty i 2 Dassault Mystère. Chociaż myśliwce Sabre były wyposażone w pociski rakietowe AIM-9/GAR-8 to przewaga ta nie przełożyła się na wyniki walk powietrznych z samolotami indyjskimi. Małe rozmiary utrudniające zaobserwowanie maszyn i przewaga prędkości wznoszenia myśliwców Gnat dawała im większe szanse w walce z F-86 Sabre i dzięki takiej właśnie taktyce uzyskano większość zestrzeleń. Skuteczność Gnatów w walce z Sabre'ami skutkowała nadaniem im miana Sabre Killer (zabójca Sabre'ów).
Najbardziej utytułowany pakistański as myśliwski Sqn Ldr Muhammad Mahmood Alam, który zakończył służbę osiągając 11 zestrzeleń, podczas jednej walki powietrznej zniszczył 5 maszyn Hawker Hunter Mk.56 przeciwnika, z czego 3 w czasie krótszym niż jedna minuta.

#### Ataki na cele naziemne
Siły powietrzne Pakistanu utrzymują, że w wyniku ataków na cele naziemne samoloty Sabre zniszczyły 26 maszyn indyjskich na lotniskach w Halwara, Kalaikunda, Baghdogra, Srinagar i Pathanknot. Indie potwierdziły zniszczenie na ziemi 22 maszyn w wyniku ataków dokonanych głównie przez F-86 Sabre i bombowiec Martin B-57 Canberra.

### Wojna o niepodległość Bangladeszu
Podczas wojny o niepodległość Bangladeszu w 1971 roku wyprodukowane w Kanadzie Sabre'y, przez wielu oceniane jako najlepsze myśliwce w walce kołowej pozostały trzonem lotnictwa Pakistanu pomimo zakupienia przez nie nowocześniejszych maszyn francuskich Dassault Mirage III i chińskich Shenyang F-6. Wraz ze starszymi myśliwcami Sabre F-86F wypełniały większość misji podczas wojny ze względu na małą liczbę Mirage'y i brak gotowości bojowej samolotów Shenyang F-6.
W Pakistanie Wschodnim operował tylko jeden, 14. dywizjon Sabre'ów, który stawił czoło przeważającej liczbie indyjskich MiG-ów-21 i Su-7. Na początku wojny siły pakistańskie dysponowały ośmioma dywizjonami Sabre'ów.
Mimo to pakistańskie Sabre'y doskonale zestrzeliwując w walkach powietrznych 31 samolotów nieprzyjaciela wśród których było 17 maszyn typu Hawker Hunter, osiem Su-7, jeden MiG-21 i trzy Folland Gnat przy stratach własnych wynoszących 7 maszyn F-86 Sabre. Indie z kolei potwierdziły zestrzelenie 11 pakistańskich Sabre'ów i stratę 11 własnych maszyn. Ostatecznie znacząca przewaga lotnictwa Indii spowodowała, że po uszkodzeniu pasa startowego pakistański dywizjon został zlikwidowany, a 11 pozostałych Sabre zostało porzuconych, po ich wcześniejszym uszkodzeniu, aby uniemożliwić ich wykorzystanie przez wroga.
Podczas bitwy pod Boyra, pierwszej poważnej potyczki powietrznej nad Wschodnim Pakistanem, cztery indyjskie Gnaty zgłosiły zestrzelenie trzech pakistańskich Sabre'ów. Z kolei lotnictwo Pakistanu potwierdziło stratę dwóch Sabre'ów i zestrzelenie jednego Gnata. Oficjalne dane pakistańskie mówią, że podczas całego konfliktu stracono 24 Sabre'y z czego 13 w wyniku walk powietrznych, a 11 kolejnych uszkodzono na ziemi, aby uniemożliwić ich wykorzystanie przez wroga. Z kolei indyjskie źródła twierdzą, że zniszczeniu uległo 28 pakistańskich Sabre'ów, z czego 17 podczas walk w powietrzu i 11 w wyniku uszkodzenia na ziemi przez Pakistańczyków. Pięć z tych uszkodzonych na ziemi maszyn zostało wyremontowanych i weszło w skład sił powietrznych Bangladeszu.
Po zakończeniu wojny rozpoczęto powolne wycofywanie myśliwców F-86 Sabre z sił powietrznych Pakistanu, zastępując je stopniowo chińskimi Shenyang F-6. Ostatnie z nich wycofano w 1980 roku. Pomimo wszystko samoloty F-86 Sabre, jako pierwsze samoloty odrzutowe lotnictwa pakistańskiego i pierwsze maszyny użyte bojowo przeciwko Indiom, stały się legendą i powodem do dumy Pakistańczyków. Muzeum Lotnictwa w Pakistanie eksponuje je do dziś, tak jak i lokalne muzea w miastach z których pochodzili najlepsi piloci zasiadający za ich sterami.

## Wersje samolotu F-86

### F-86 Sił Powietrznych Stanów Zjednoczonych

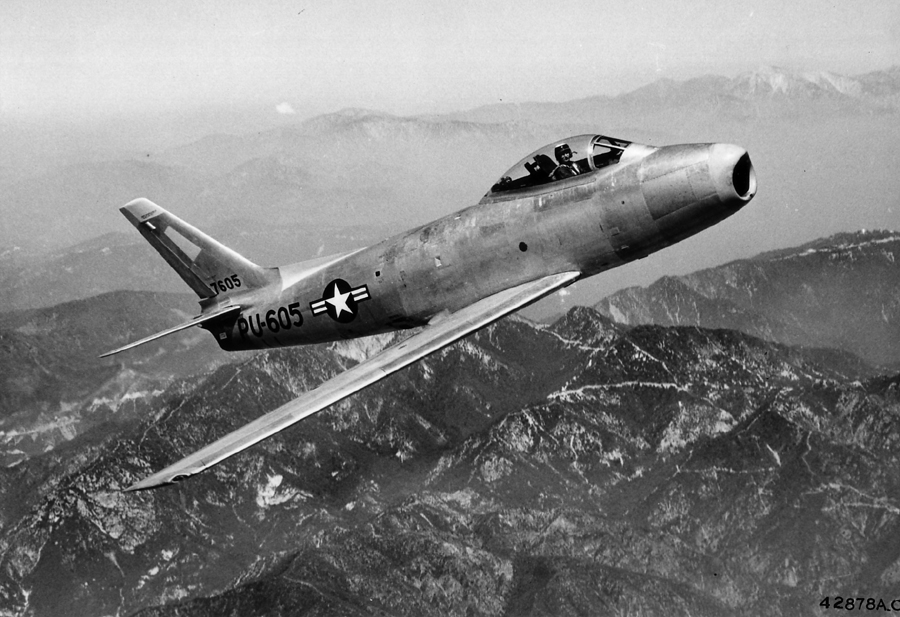
F-86A Sabre

- XF-86 – wersja prototypowa nieuzbrojona, początkowo oznaczona jako XP-86 lub North American model NA-140. Zbudowano 3 egzemplarze.
- P-86A – Pierwsze oznaczenie F-86A. P od pursuit – ang. pościg zmienione na F od fighter – ang. myśliwiec.
- F-86A – North American model NA-151, zbudowano 554 egzemplarze w ramach trzech zamówień.
- DF-86A – przerobiona wersja F-86A przystosowana do holowania celów powietrznych.
- RF-86A – wersja rozpoznawcza F-86A. Przebudowano 11 egzemplarzy.
- F-86B – 188 zamówionych zmodyfikowanych samolotów wersji A, ale dostarczone jako F-86A-5.
- F-86C – pierwsze oznaczenie samolotu YF-93A. Zbudowano 2 egzemplarze, a zamówienie na dalszych 118 anulowano. North American model NA-157.
- YF-86D – nocny myśliwiec do działań w każdych warunkach pogodowych, początkowo zamówiony jako YF-95A. Zbudowano dwa prototypy, ale zmieniono oznaczenie na YF-86D. North American model NA-164.
- F-86D – model produkcyjny nocnego myśliwca początkowo oznaczonego jako F-95A. Zmieniono konstrukcję przedniej części kadłuba dodając charakterystyczny długi dziób, co pociągnęło za sobą zmianę nazwy na Sabre Dog. Zmieniono także usterzenie poziome na płytowe. Tylna część kadłuba została poszerzona i wydłużona w celu zabudowania nowego silnika J47-GE-17 o ciągu 22,3 kN i 29,6 kN z dopalaniem. Zbudowano 2504 egzemplarze w dwunastu wersjach, oraz 2 prototypy.
- F-86E – zewnętrznie trudny do odróżnienia od F-86A. Posiadał ulepszony silnik J47-GE-13 o ciągu 24,2 kN, oraz wszystkie powierzchnie sterowe napędzane hydraulicznie. Łącznie zbudowano 456 egzemplarzy.
- F-86F – prawie identyczny jak F-86E, ale z mocniejszym silnikiem J47-GE-27 i wzmocnionymi skrzydłami umożliwiającymi podwieszenie większej masy uzbrojenia. Zbudowano 2239 egzemplarzy.
- QF-86F – około 50 samolotów F-86F należących do Sił Samoobrony Japonii przebudowanych do holowania celów.

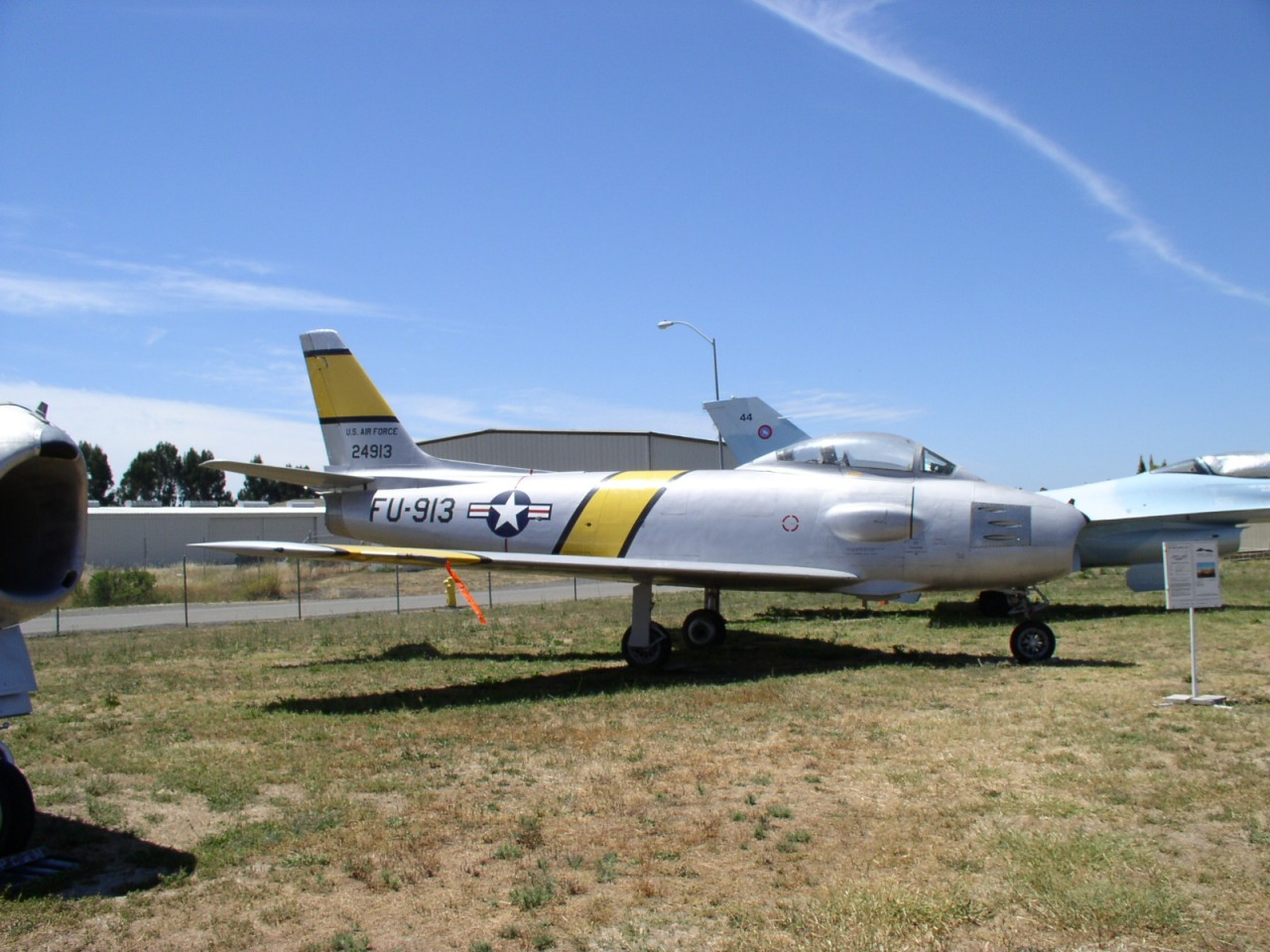
RF-86 Sabre

- RF-86F – takie same jak F-86F-30 wyposażone w 3 kamery do celów rozpoznawczych. Zmodyfikowano 19 egzemplarzy należących do Sił Samoobrony Japonii.
- TF-86F – dwa F-86F przerobione na dwumiejscowe samoloty szkolno-treningowe z wydłużonym kadłubem.
- F-86G – tymczasowe oznaczenie wersji F-86D z mocniejszym silnikiem i zmienionym wyposażeniem. Zbudowano 406 egzemplarzy oznaczonych ostatecznie jako F-86D.
- YF-86H – poważnie zmodyfikowana wersja myśliwsko-bombowa z głębszym kadłubem, mocniejszym silnikiem, dłuższymi skrzydłami i usterzeniem ogonowym sterowanym hydraulicznie. Zbudowano 2 egzemplarze.
- F-86H – wersja produkcyjna, wyprodukowana w 473 egzemplarzach. Wyposażony w system LABS (Low Altitude Bombing System) do bombardowania z niskich pułapów i możliwością przenoszenia broni jądrowej. Nazywany Hawg Sabre lub Sabre Hog (ang. hog – wieprz)
- QF-86H – modyfikacja 29 egzemplarzy dla Centrum Uzbrojenia Marynarki USA.
- F-86J – pojedynczy egzemplarz samolotu F-86A-5-NA, z kanadyjskim silnikiem Orenda – oznaczano tak także wersje A wyposażone w silnik tego typu.
- YF-86K – podstawowa wersja F-86D przeznaczona na eksport, wyposażona zamiast zasobnika z niekierowanymi pociskami rakietowymi w cztery działka kalibru 20 mm i uproszczony system kierowania ogniem. Zbudowano 2 egzemplarze.
- F-86K – wersja F-86D dla krajów NATO. Zbudowano 120 egzemplarzy w firmie North American Aviation, a 221 egzemplarzy zmontowano w firmie Fiat.
- F-86L – ulepszona wersja F-86D z nową elektroniką, poszerzonymi końcówkami skrzydeł, zmienioną kabiną pilota i wzmocnionym silnikiem. Przebudowano 981 egzemplarzy.

### Samoloty Fury Marynarki Wojennej Stanów Zjednoczonych

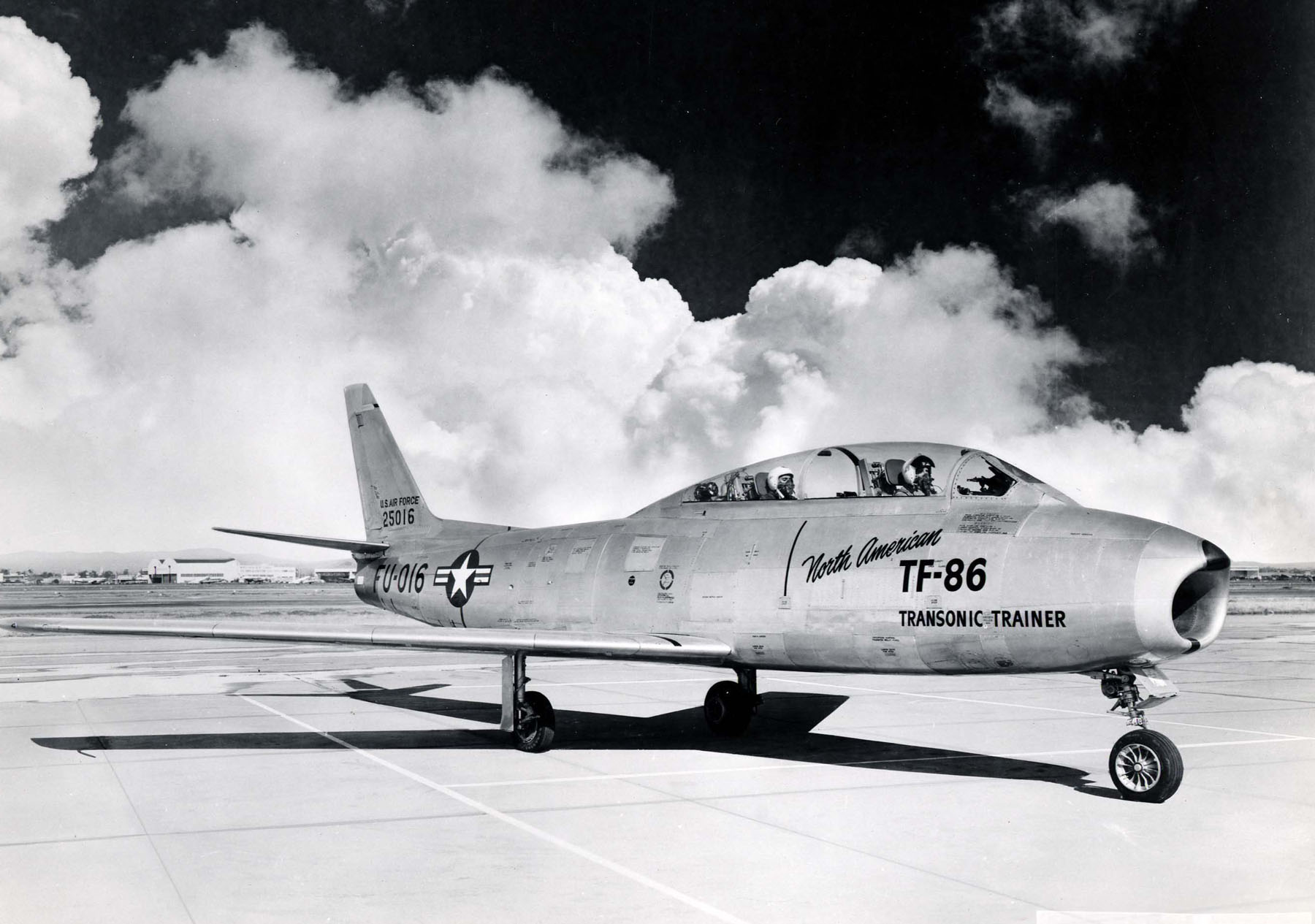
TF-86

- XFJ-2 – dwa prototypowe egzemplarze F-86E z hakiem systemu hamującego, zmodyfikowaną golenią podwozia przedniego i zaczepami do katapulty.
- XFJ-2B – jeden egzemplarz F-86E z 4 działkami kalibru 20 mm zamiast karabinów.
- FJ-2 – seryjna wersja samolotu. Zbudowano 200 z 300 zamówionych egzemplarzy. Używane przez USMC z baz lądowych.
- FJ-3 – ulepszona wersja z nowym silnikiem Wright J65-W-4 Sapphire. Zbudowano 344 egzemplarze do końca 1956 roku.
  - FJ-3M – wariant z możliwością przenoszenia dwóch pocisków rakietowych klasy powietrze-powietrze. Zbudowano 194 egzemplarze.
  - FJ-3D – wariant przystosowany do sterowania i naprowadzania pocisków szybujących Regulus.
  - FJ-3D2 – wariant przystosowany do sterowania celami latającymi.
- FJ-4 – przekonstruowana wersja o lepszych osiągach, większym zasięgu i udźwigu uzbrojenia. Zbudowano 150 egzemplarzy.
  - FJ-4B – wariant myśliwsko-bombowy o mocniejszej konstrukcji wyposażona w system LABS. Zbudowano 222 egzemplarze.
  - FJ-4D – wariant przystosowany do sterowania i naprowadzania pocisków szybujących Regulus.

We wrześniu 1961 Marynarka Wojenna Stanów Zjednoczonych zunifikowała system oznaczeń zmieniając dotychczasowe symbole na nowe:
- FJ-3 – F-1C
- FJ-3D – DF-1C
- FJ-3D2 – DF-1D
- FJ-3M – F-1D
- FJ-4 – F-1E
- FJ-4B – AF-1E

### Kanadyjskie wersje samolotu Sabre

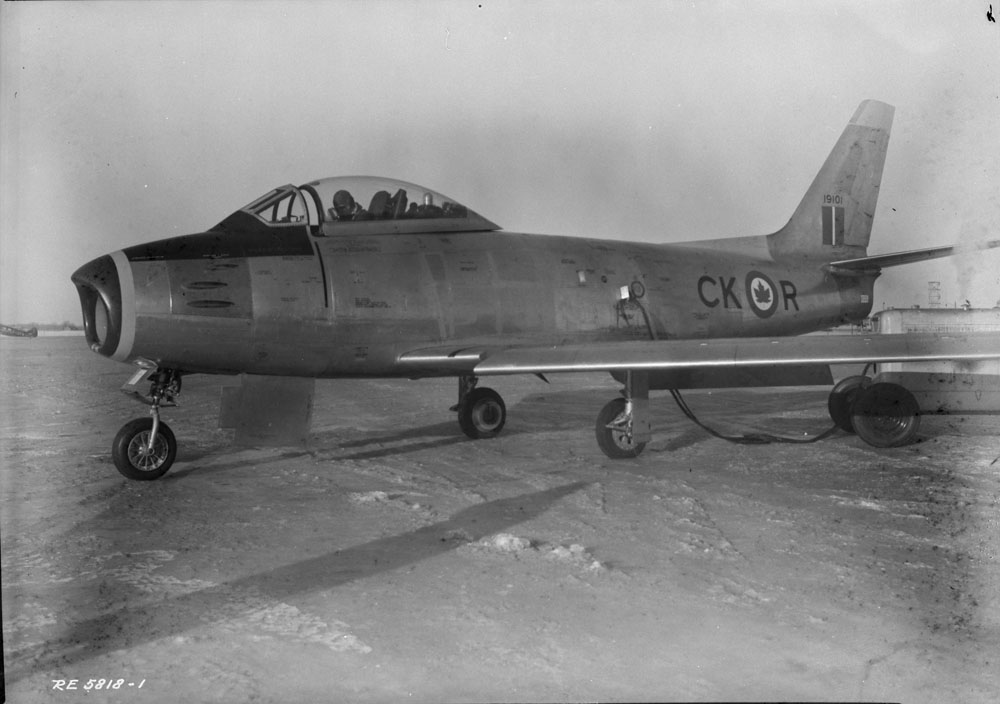
Canadair Sabre Mk 1

- Sabre Mk 1 – pierwszy i jedyny egzemplarz zbudowany przez Canadair w ramach testowania możliwości produkcyjnych fabryki.
- Sabre Mk 2 – zbudowano 350 egzemplarzy, z których 60 przekazano USAF, a resztę przeznaczono na eksport.
- Sabre Mk 3 – jeden egzemplarz zbudowany w Kanadzie do testowania silnika odrzutowego Orenda.
- Sabre Mk 4 – zbudowano 438 egzemplarzy dla RAF jako samolot przejściowy przed wprowadzeniem samolotu własnej konstrukcji Hawker Hunter.
- Sabre Mk 5 – zbudowano 370 egzemplarzy.
- Sabre Mk 6 – zbudowano 647 egzemplarzy dla potrzeb lotnictwa kanadyjskiego i na eksport.

### Australijskie wersje samolotu Sabre
Powiększono kadłub, aby mieścił silnik z English Electric Canberra.
- CA-26 Sabre – prototypowy egzemplarz przekonstruowany dla potrzeb RAAF (Królewskich Australijskich Sił Powietrznych).
- CA-27 Sabre Mk 30 – pierwsza partia produkcyjna 22 egzemplarzy.
- CA-27 Sabre Mk 31 – samolot z silnikiem Avon Mark 20. Zbudowano 20 egzemplarzy.
- CA-27 Sabre Mk 32 – samolot z silnikiem Avon Mark 26 i czterema węzłami podwieszeń. Zbudowano 69 egzemplarzy w trzech partiach.

## Użytkownicy
Ogólnie zbudowano 9812 egzemplarzy samolotów wszystkich wersji, z których USAF wykorzystywał 6353 egzemplarze F-86 w różnych wariantach. Kilka z nich, będących własnością prywatną, lata do dziś. Największymi użytkownikami samolotów Sabre były: USA, Kanada, Japonia, Wielka Brytania, Włochy, Niemcy.
- Stany Zjednoczone

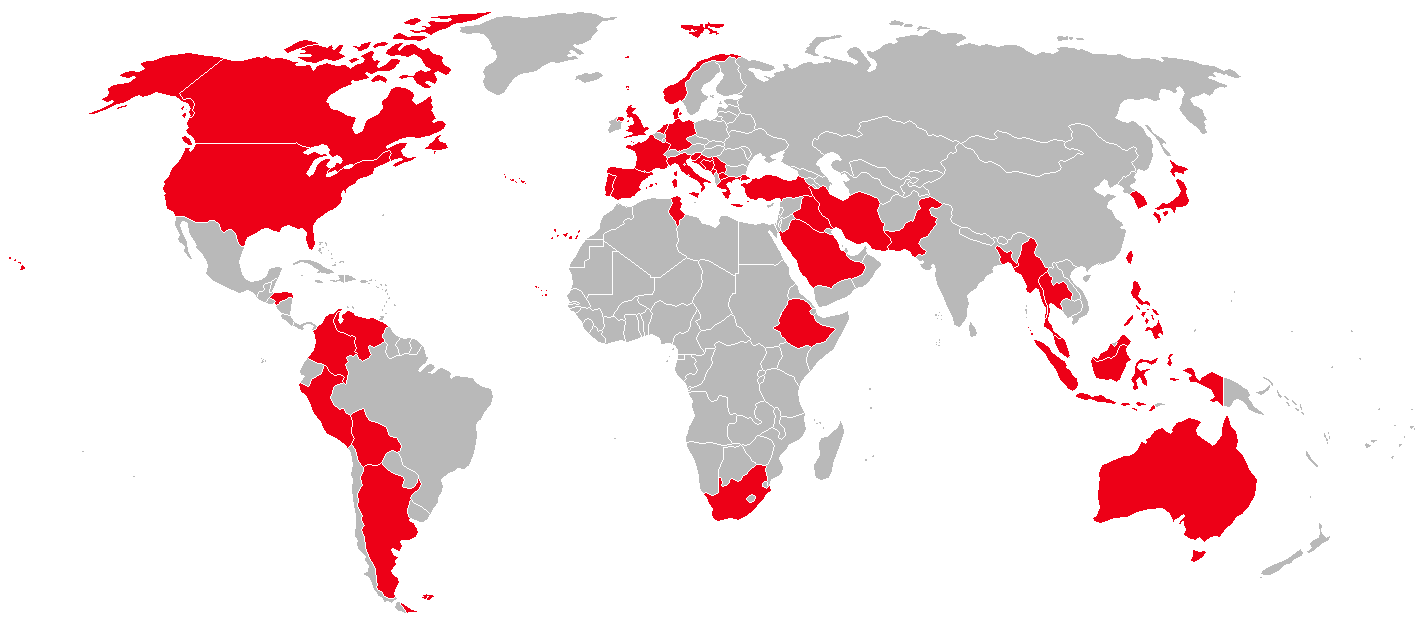
Kraje używające F-86.

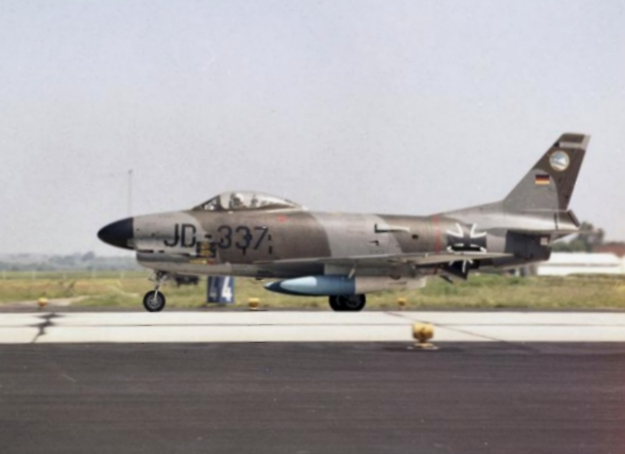
F-86K Luftwaffe (1965)

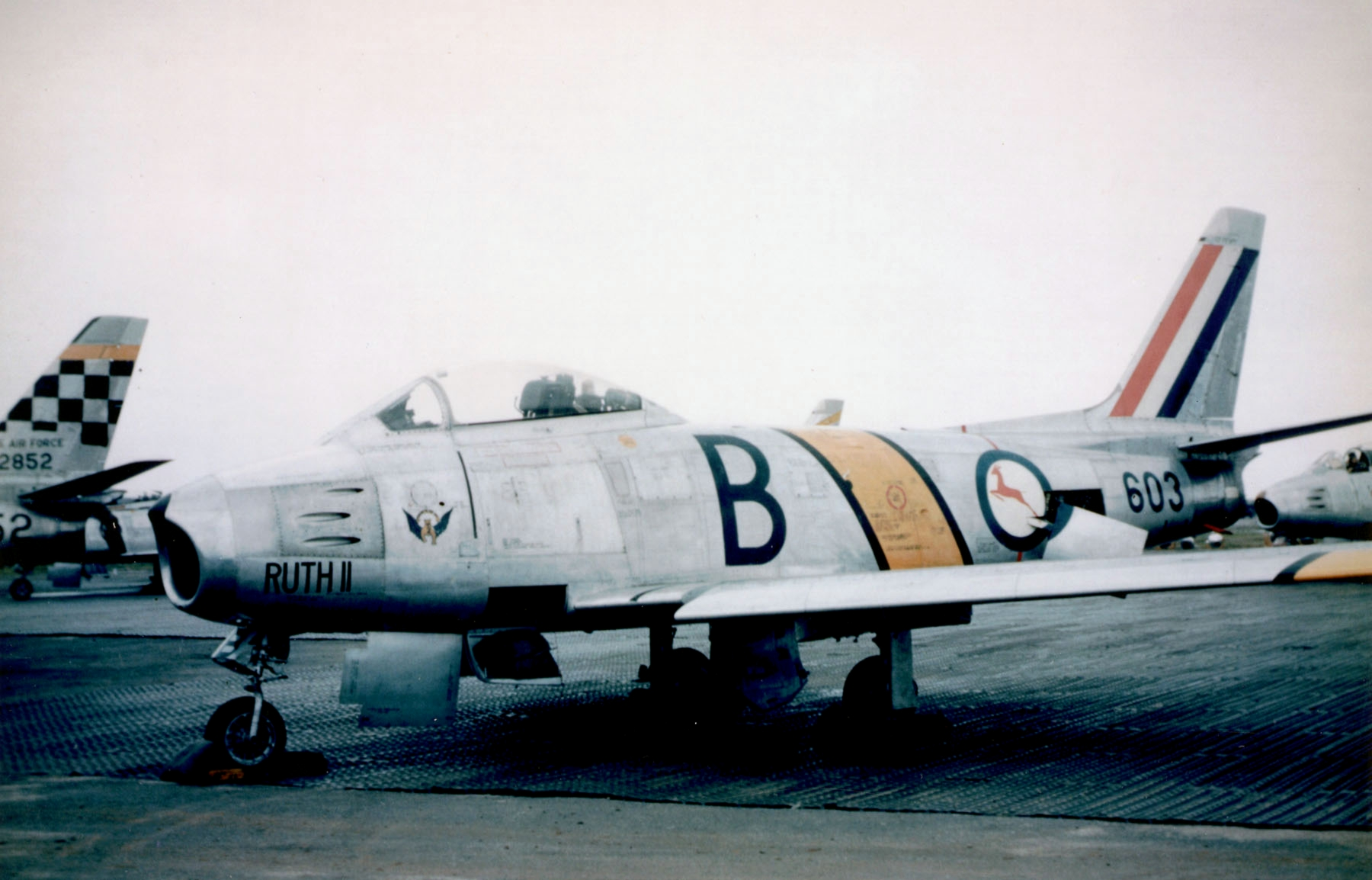
F-86F SAAF (1953)

  - United States Air Force: 554 F-86A, 396 F-86E, 2504 F-86D, 1959 F-86F, 473 F-86H 1949–1970
  - US Navy, USMC: 200 FJ-2 Fury, 538 FJ-3, 372 FJ-4 1954–1965
- Arabia Saudyjska (RSAF): 16 ex-USAF F-86F w 1958, 3 ex-norweskie F-86F w 1966
- Argentyna (FAA): 28 ex-USAF F-86F 1960-1986
- Australia (RAAF): 22 CAC CA-27 Sabre (F-86F) Mk.30, 20 Mk.31, 69 Mk.32 1956–1971
- Bangladesz (BAF): 8 ex-pakistańskich Sabre Mk.6 w 1971
- Belgia (FAB): 5 F-86F (nie wcielone)
- Boliwia (FAB): 9 ex-wenezuelskich F-86F 1973-1994
- Dania (Flyvevabnet): 59 F-86D 1958–1966
- Etiopia : 14 ex-USAF F-86F od 1960
- Filipiny (PAF): ex-USAF, 50 F-86F od 1957, 20 F-86D 1958–1970
- Francja (ALA): 62 FIAT F-86K od 1956
- Grecja (Polemikí Aeroporía): 104 ex-RCAF Canadair CL-13 Sabre Mk.2/F-86E(M) 1957–1965, 35 ex-USAF F-86D 1961–1967
- Hiszpania (EdA): 270 ex-USAF F-86F 1955–1974
- Holandia (KLu): 57/6 F-86D/K 1956–1964
- Honduras (FAH): 6 ex-wenezuelskich F-86K 1970-1993
- Indonezja (TNI-AU): 23 ex-RAAF/RMAF CAC Sabre Mk.32 od 1973
- Irak (RIrAF): 5 ex-USAF F-86F w 1956
- Iran (IIAF): 60 Ex-USAF F-86F od 1960
- Japonia (JASDF): 180 ex-USAF F-86F (18 RF-86F) od 1956, 300 Mitsubishi F-86F (dostawy 1956–1961) 1956–1982
- Jugosławia (JRZ): 121 ex-RAF Canadair CL-13/F-86E(M) 1956–1971
- Kanada (RCAF): 297 Canadair CL-13 Sabre Mk.2/Mk.4, 370 Mk.5, 390 Mk.6
- Kolumbia (FAC): 6 Canadair CL-13 Sabre Mk.6 od 1956, 6 ex-USAF F-86F od 1959
- Korea Południowa (ROKAF): ex-USAF, 112 F-86F, 10 RF-86F 1955–1990, 50 F-86D 1961–1972
- Malezja (RMAF): 18 ex-RAAF CAC Sabre Mk.32 1969–1976
- Niemcy (Luftwaffe): 75 ex-RCAF Canadair Sabre Mk.5, 225 Sabre Mk.6 1957–1964, 88 Fiat F-86K 1959–1966
- Norwegia (Luftforsvaret): 64 F-86K 1955–1967, 115 ex-USAF F-86F 1957-1967
- Pakistan (PAF): 120 ex-USAF F-86F 1956–1966, 90 ex-Luftwaffe Canadair CL-13B Sabre Mk.6 1966–1980
- Peru (FAP): 26 ex-USAF F-86F 1955–1979
- Portugalia (FAP): 50 ex-USAF F-86F 1958–1980
- Tajlandia (RTAF): 40 ex-USAF F-86F 1962–1966, 20 ex-USAF F-86L 1961–1972
- Tajwan (ROCAF): ex-USAF, 320 F-86F, 7 RF-86F (dostawy 1954-1958), F-86D
- Tunezja: 15 ex-USAF F-86F 1969–1978
- Turcja (THK): 105 ex-RCAF Sabre Mk.2/F-86E(M) od 1954, 50 ex-USAF F-86D od 1958, 40 ex-holenderskich F-86K od 1962
- Wenezuela (FAV): 30 ex-USAF F-86F, 79 ex-Luftwaffe F-86K 1955–1971
- Wielka Brytania (RAF): 3 Canadair CL-13 Mk.2, 428 Sabre Mk.4 1952–1958, zwrócone USA w ramach MDAP jako F-86E(M)
- Włochy (AMI): 179 ex-RAF Canadair CL-13 Sabre Mk.4 (F-86E), 121 FIAT F-86K (dostawy 1955–1958), 120 F-86K
- Południowa Afryka (SAAF): 22 F-86F (wypożyczone z USAF) w 1952, 34 Canadair CL-13B Sabre Mk.6 od 1956